# Cas van de Pol
Cas van de Pol (Tilburg, 20 februari 1996) is een Nederlandse freelance animator en youtuber, vooral bekend door zijn komedie-animatievideo's op zijn YouTube-kanaal met meer dan 7 miljoen abonnees.

## Biografie
Van de Pol werd geboren in Tilburg op 20 februari 1996, en deed zijn mavo op het 2College Wandelbos. Hij deed een MBO-opleiding in animatie aan het Koning Willem I College in 's-Hertogenbosch. Ook vertelde hij in een interview met Cartoon Brew dat hij bijna alles van animatie thuis heeft geleerd of bij zijn stages bij de animatiestudio's Klomp! Animation en Frame Order.
Van de Pol begon met YouTube-video's maken toen hij aan zijn eerste kanaal begon, volledig toegewijd aan het maken van Minecraft-animatievideo's. Nadat hij met dat kanaal stopte begon hij in 2014 aan zijn huidige YouTube-kanaal met zijn eerste video Colorfight. Nadat hij zijn diploma op het MBO haalde had hij, naar eigen zeggen, al een redelijk publiek, en besloot toen om fulltime YouTube een jaar lang te testen, wat hij uiteindelijk bleef doen.
Hij begon met het maken van de The Ultimate Recap-serie in 2018, een korte animatievideo die een bepaalde film, serie of computerspel samenvat in een komische stijl. Ook vermeld hij bij zijn video's dat ze niet voor kinderen zijn bedoeld, door het fysieke geweld en het volwassen-thema dat in zijn cartoons vaak voorkomt. De serie debuteerde toen hij een recap van het eerste boek van Avatar: The Last Airbender uploadde. Toen hij zijn derde video in de serie over The Lion King uploadde, ging hij viraal, en behaalde met de cartoon meer dan 50 miljoen weergaven. Begin 2022 introduceerde van de Pol kortere versies van 1 minuut van de recaps in de vorm van YouTube Shorts.
Per oktober 2024 zijn zijn video's in totaal meer dan 2 miljard keer bekeken.
In het Nederlands is van de Pol vooral actief op Twitch, maar hij heeft ook een Nederlands YouTube-kanaal, Kas van de Pol.

## Video's
| Jaar | Titel                                    | Duur  | Weergaven   |
| ---- | ---------------------------------------- | ----- | ----------- |
| 2018 | Avatar: The Last Airbender - Boek 1      | 6:16  | 18 miljoen  |
| 2019 | Avatar: The Last Airbender - Boek 2      | 6:03  | 15 miljoen  |
| 2019 | The Lion King                            | 2:00  | 57 miljoen  |
| 2019 | Bambi                                    | 2:40  | 13 miljoen  |
| 2019 | Frozen                                   | 2:40  | 26 miljoen  |
| 2019 | Avatar: The Last Airbender - Boek 3      | 15:09 | 18 miljoen  |
| 2020 | Lilo & Stitch                            | 2:52  | 17 miljoen  |
| 2020 | My Neighbor Totoro                       | 3:09  | 5 miljoen   |
| 2020 | Ratatouille                              | 2:48  | 24 miljoen  |
| 2020 | Brother Bear                             | 3:39  | 10 miljoen  |
| 2020 | Star Wars: A New Hope                    | 6:58  | 11 miljoen  |
| 2020 | The Incredibles                          | 3:55  | 27 miljoen  |
| 2020 | Lord of the Rings: Fellowship            | 2:50  | 6 miljoen   |
| 2021 | Finding Nemo                             | 2:51  | 14 miljoen  |
| 2021 | Spongebob Squarepants Movie              | 4:00  | 40 miljoen  |
| 2021 | Super Mario 64                           | 4:08  | 21 miljoen  |
| 2021 | Iron Man                                 | 4:05  | 21 miljoen  |
| 2021 | Wii Sports                               | 2:58  | 10 miljoen  |
| 2021 | Aladdin                                  | 3:52  | 5 miljoen   |
| 2021 | Madagascar                               | 4:06  | 13 miljoen  |
| 2021 | Emperor's New Groove                     | 3:01  | 6 miljoen   |
| 2021 | Kung Fu Panda                            | 4:11  | 21 miljoen  |
| 2021 | Nightmare Before Christmas               | 3:44  | 4 miljoen   |
| 2021 | Spongebob Squarepants                    | 5:26  | 21 miljoen  |
| 2021 | Spider-Man: Into the Spider-Verse        | 3:45  | 13 miljoen  |
| 2021 | Shrek                                    | 3:17  | 13 miljoen  |
| 2021 | Minecraft                                | 10:40 | 24 miljoen  |
| 2022 | WALL-E                                   | 4:34  | 8 miljoen   |
| 2022 | Encanto                                  | 1:00  | 26 miljoen  |
| 2022 | Luca                                     | 1:00  | 15 miljoen  |
| 2022 | Turning Red                              | 1:00  | 44 miljoen  |
| 2022 | Tarzan                                   | 4:33  | 5 miljoen   |
| 2022 | The Mandalorian                          | 1:00  | 5 miljoen   |
| 2022 | Monsters, Inc.                           | 6:13  | 10 miljoen  |
| 2022 | Spirited Away                            | 4:35  | 4 miljoen   |
| 2022 | Thor                                     | 4:00  | 3 miljoen   |
| 2022 | Super Mario Sunshine                     | 8:16  | 4 miljoen   |
| 2022 | Shrek 2                                  | 4:26  | 6 miljoen   |
| 2022 | Harry Potter and the Philosopher's Stone | 6:30  | 3 miljoen   |
| 2023 | Zootopia                                 | 4:38  | 4 miljoen   |
| 2023 | Iron Man 2                               | 4:05  | 21 miljoen  |
| 2023 | The Super Mario Bros. Movie              | 5:49  | 3 miljoen   |
| 2023 | Mr. Bean                                 | 5:03  | 29 mijioen  |
| 2023 | The Legend of Zelda: Breath of the Wild  | 6:38  | 10 miljoen  |
| 2023 | Starfield                                | 7:12  | 27 miljoen  |
| 2023 | Up                                       | 10:00 | 9 miljoen   |
| 2023 | Sonic the Hedgehog                       | 8:08  | 16 miljoen  |
| 2023 | Super Mario Bros. Wonder                 | 3:00  | 19 miljoen  |
| 2023 | Dragon Ball Z                            | 11:03 | 4 miljoen   |
| 2023 | The Lord of the Rings: The Two Towers    | 4:28  | 8 miljoen   |
| 2023 | Ice Age                                  | 6:26  | 14 miljoen  |
| 2023 | How to Train Your Dragon                 | 4:12  | 6 miljoen   |
| 2023 | Five Night's at Freddy's                 | 8:48  | 55 miljoen  |
| 2023 | Harry Potter and the Chamber of Secrets  | 5:52  | 10 miljoen  |
| 2024 | Charlie and the Chocolate Factory        | 5:23  | 8.3 miljoen |
| 2024 | Inside Out                               | 5:34  | 35 miljoen  |
| 2024 | Deadpool                                 | 6:58  | 4 miljoen   |
| 2024 | Nintendogs                               | 5:33  | 2 miljoen   |
| 2024 | Joker                                    | 5:00  | 1,7 miljoen |
| 2024 | Inside Out 2                             | 5:17  | 2,7 miljoen |
| 2024 | Donkey Kong Country                      | 5:13  | 1,3 miljoen |
| 2024 | Moana                                    | 5:03  | 4,5 miljoen |
| 2024 | Super Mario Galaxy                       | 9:02  | 1,2 miljoen |
| 2024 | Pokemon                                  | 15:30 | 2,7 miljoen |
| 2024 | Sonic the Hedgehog Movies 1 & 2          | 8:25  | 3 miljoen   |
| 2025 | Captain America                          | 8:20  | 988 duizend |
| 2025 | Naruto                                   | 5:07  | 1,7 miljoen |
| 2025 | A Minecraft Movie                        | 9:41  | 6,5 miljoen |
| 2025 | Lilo & Stitch 2025                       | 10:49 | 1,6 miljoen |
| 2025 | Madagascar 2                             | 10:04 | 1,3 miljoen |
| 2025 | Team Fortress 2                          | 10:35 | 1,8 miljoen |
| 2025 | Sonic the Hedgehog 3                     |       |             |